# Холм (станція)
Холм (пол. Chełm) — головна залізнична станція однойменного повітового міста у Люблінському воєводстві Польщі. Розташована на лінії № 7 «Варшава-Східна — Дорогуськ» між станціями Холм-Східний (2 км) та Завадувка (10,2 км).

## Історія
Станцію відкрито 17 серпня 1877 року при будівництві Привіслянської залізниці. 21 червня 1887 року, після відкриття залізниці до станції Берестя-Центральний, набула статусу вузлової. Раніше на станції розташовувалося чимале вагонне депо, яке ліквідоване у листопаді 2002 року. Електрифікована станція 1 червня 1984 року.

## Внутрішнє сполучення
Між станціями Холм та Люблін-Головний курсує 21 приміський поїзд на добу. Частина поїздів прямує лише до станції Рейовець, але з узгодженою пересадкою з Рейовця до Холма.
У сумі з міжнародними експресами перевозиться близько мільйона пасажирів на рік.

## Пасажирське сполучення з Україною
На станції зупиняється поїзд Київ — Варшава зі спальними вагонами.
З 24 серпня 2017 року курсує денний експресний поїзд «Укрзалізниці» № 751/752 зі Здолбунова до Холма через Рівне, Луцьк та Ковель. Час в дорозі складає близько п'яти годин, враховуючи прикордонно-митний контроль.
З 10 грудня 2017 року був призначений додатковий поїзд сполученням Ковель — Холм.
3 вересня 2023 року «Укрзалізниця» призначила курсування нового поїзда № 119/120 сполученням  Київ — Холм, який став третім у популярному напрямку та має одне із зручних пересадкових сполучень між Києвом та Варшавою. Це надає змогу жителям Рівненщини та Волині здійснити денну подорож залізницею до столиці Польщі. Пересадка між поїздами у Холмі відбувається на одній платформі. Заблукати та переплутати неможливо, багаж з поїзда в поїзд треба перенести рівно на ширину платформи. Жодного підйому при перетині державного кордону серед ночі і легка пересадка на польський «Інтерсіті» № IC21100 до Варшави.
| Рух пасажирських поїздів далекого сполучення по станції Холм |                     |                                |                            |                                    |
| №                                                            | Маршрут сполучення  | Проміжні станції               | Формування залізниці       | Примітка                           |
| 20/19                                                        | Київ — Холм         | Ковель                         | Південно-Західна залізниця |                                    |
| 24/23                                                        | Київ — Холм         | Рівне, Ковель                  | Південно-Західна залізниця |                                    |
| 67/68                                                        | Київ — Варшава      | Київ, Ковель, Люблін           | Південно-Західна залізниця |                                    |
| 94/93                                                        | Харків — Холм       | Полтава, Київ, Рівне, Ковель   | Південна залізниця         |                                    |
| 120/119                                                      | Дніпро — Холм       | Київ, Рівне, Ковель            | Придніпровська залізниця   |                                    |
| 12010/21010                                                  | Дорогуськ — Варшава | Люблін                         | Polskie Koleje Państwowe   | Причіпні вагони до поїзда № 67/68. |
| 12100/21100                                                  | Варшава — Холм      | Люблін                         | Polskie Koleje Państwowe   |                                    |
| 25100/52100                                                  | Бидгощ — Холм       | Торунь, Лович, Варшава, Люблін | Polskie Koleje Państwowe   |                                    |

## Перони
- 1-й: колись обслуговував Ягодинський напрямок, зараз тут зупиняються прискорені та міжнародні поїзди.
- 2-й: транзитний — прискорені та міжнародні поїзди.
- 3-й: колись обслуговував приміські поїзди до Влодави, зараз — приміське сполучення (ст. Люблін-Головний).

## Галерея

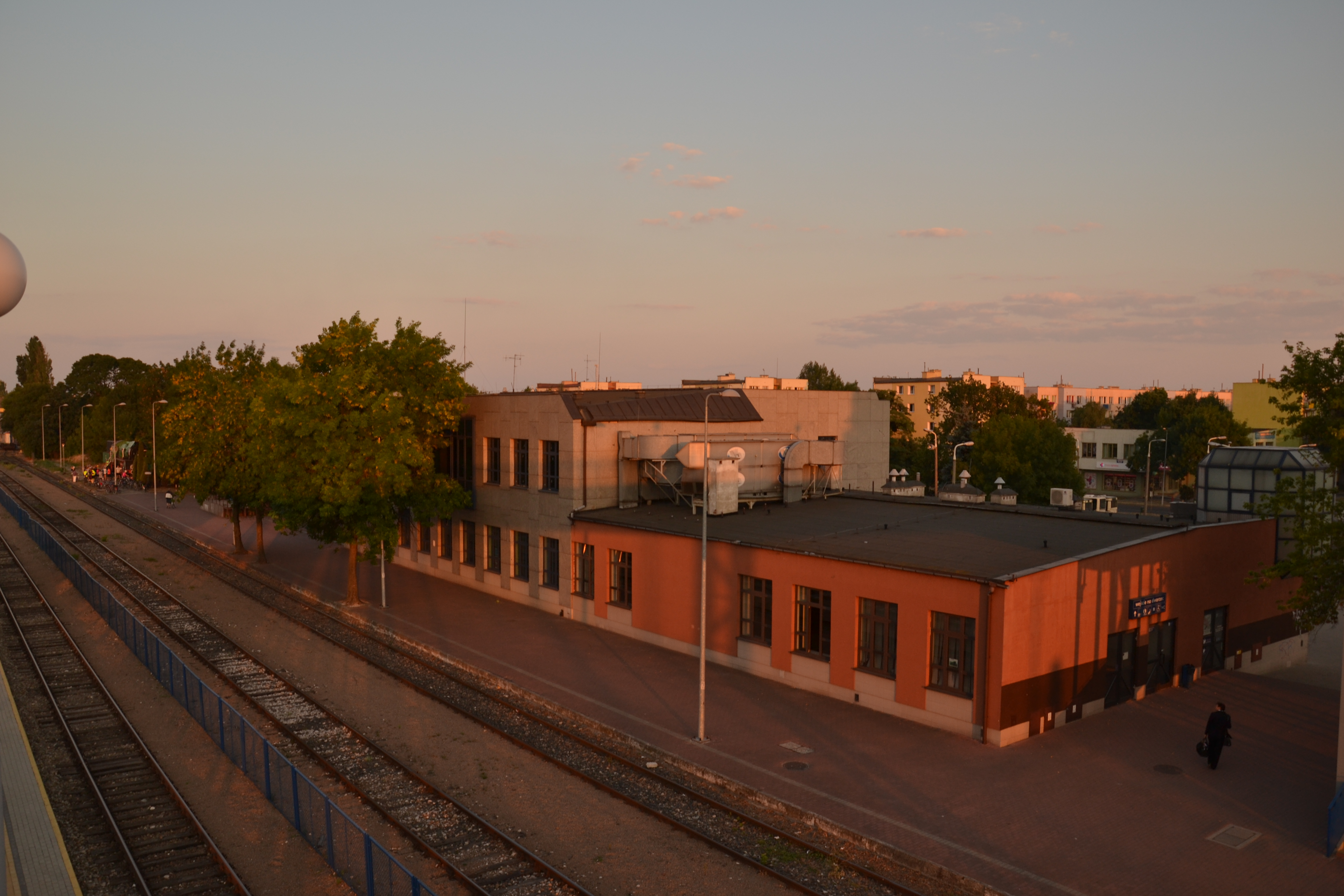
Будівля вокзалу з боку перону
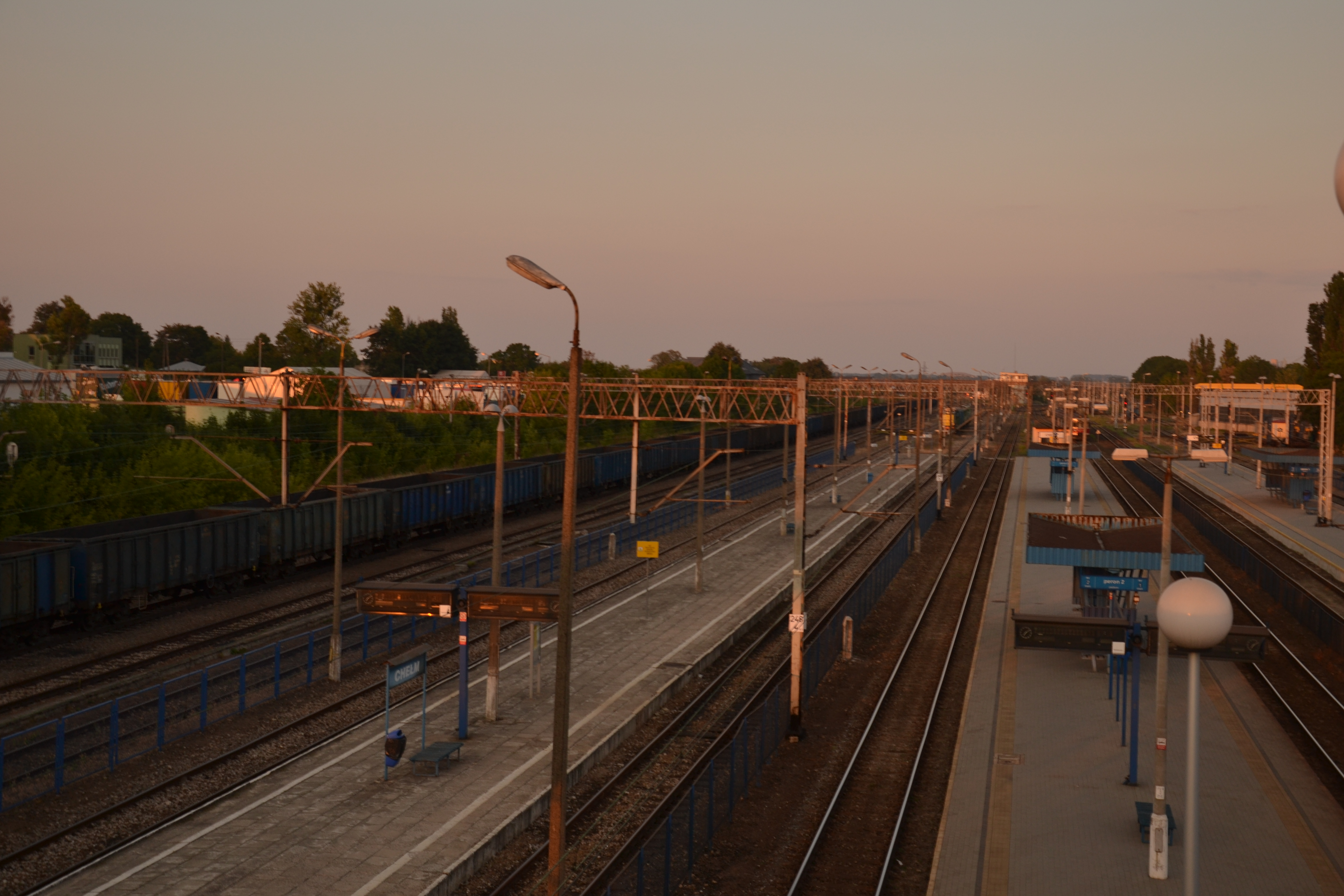
Вигляд на станцію з мосту